# 이고리 손
이고리 세르게예비치 손(러시아어: И́горь Серге́евич Сон, 1998년 11월 16일~)은 카자흐스탄의 역도 선수이다.

## 경력
1998년 알마티주 우시토베의 고려인 가정에서 태어났다. 
2013년에 카자흐스탄 역도 청소년 국가대표 선수로 발탁되었으며 같은 해 4월 우즈베키스탄 타슈켄트에서 열린 2013년 세계 유스 선수권 대회에 참가하면서 국제 무대에 처음으로 출전했다. 그는 이 대회에서 13위를 기록했다. 2015년 1월에는 카타르 도하에서 열린 2015년 아시아 유스 선수권 대회에서 금메달을 획득했다. 그러나 같은 해에 도핑 검사에서 메탄디에논 양성 반응을 보이면서 같은 해 11월 14일까지 선수 자격 정지 처분을 받았다.
2019년 9월 태국 파타야에서 열린 2019년 세계 선수권 대회에 참가했으며 남자 55kg급에서 인상 120kg, 용상 146kg을 기록하여 총 266kg의 기록으로 조선민주주의인민공화국의 엄윤철의 뒤를 이어 은메달을 획득했다. 같은 해 카타르 도하에서 열린 카타르컵 남자 61kg급에서 투르크메니스탄의 세이트잔 미르자예프를 누르고 금메달을 획득했다.
2021년 일본 도쿄에서 열린 2020년 하계 올림픽에 참가하여 첫 올림픽 대회에 출전했다. 그는 이 대회 남자 61kg급에서 인상 131kg, 용상 163kg을 기록하여 총 294kg의 기록으로 중화인민공화국의 리파빈과 인도네시아의 에코 율리 이라완의 뒤를 이어 동메달을 획득했다.
2022년 3월 도핑 검사에서 금지약물인 메타스테론 양성반응을 보였다. 이로 인해 이듬해인 2023년 2월에 8년간 선수 자격 정지 처분을 받았다.